# Gamer (phim 2009)
Gamer là một bộ phim của Mỹ, được viết và đạo diễn bởi Mark Neveldine và Brian Tayor, phát hành vào ngày 4 tháng 9 năm 2009 tại Bắc Mỹ.